# Kimberley Woods
Kimberley Woods (n. 8 septembrie 1995, Rugby, Anglia, Regatul Unit) este o canoistă ce a reprezentat Regatul Unit al Marii Britanii și al Irlandei de Nord, medaliată olimpică. A participat la 2 ediții ale Jocurilor Olimpice (2020, 2024) în care a câștigat o medalie de bronz.